# ان‌جی‌سی ۳۲۴۲
ان‌جی‌سی ۳۲۴۲ (انگلیسی: NGC 3242) یک سحابی سیاره‌نما  در صورت فلکی مار باریک است که در فاصله حدود ۴۸۰۰ سال نوری از زمین قرار دارد. این سحابی توسط ویلیام هرشل در ۷ فوریه ۱۷۵۸ در دماغه امید نیک در آفریقای جنوبی کشف شد.
به این سحابی به خاطر مشابهتش گاهی  شبح مشتری نیز گفته می‌شود (سحابی‌های سیاره‌نما در تلسکوپ‌های ضعیف‌تر مشابه سیاره‌ها دیده می‌شوند).